# John Joseph Seerley
John Joseph Seerley (* 13. März 1852 bei Toulon, Stark County, Illinois; † 23. Februar 1931 in Burlington, Iowa) war ein US-amerikanischer Politiker. Zwischen 1891 und 1893 vertrat er den Bundesstaat Iowa im US-Repräsentantenhaus.

## Werdegang
Im Jahr 1854 kam John Seerley mit seinen Eltern nach Iowa. Die Familie ließ sich auf einer Farm im Keokuk County nieder, wo der Junge die öffentlichen Schulen besuchte. Danach studierte er bis 1875 an der University of Iowa. Im Jahr 1876 arbeitete er als Lehrer an der High School in Iowa City. Nach einem anschließenden Jurastudium, das er ebenfalls an der University of Iowa absolvierte, und seiner im Jahr 1877 erfolgten Zulassung als Rechtsanwalt begann er in Burlington in seinem neuen Beruf zu praktizieren. Zwischen 1885 und 1890 war er Prozessanwalt der Stadt Burlington.
Seerley war Mitglied der Demokratischen Partei. 1888 kandidierte er erstmals erfolglos gegen den Republikaner John Gear für einen Sitz im Kongress. Zwei Jahre später wurde er dann gegen Gear im ersten Wahlbezirk von Iowa in das US-Repräsentantenhaus in Washington, D.C. gewählt, wo er diesen am 4. März 1891 ablöste. Da er aber bereits bei den nächsten Wahlen im Jahr 1892 wieder gegen Gear verlor, konnte Seerley bis zum 3. März 1893 nur eine Legislaturperiode im Kongress absolvieren.
Zwischen 1893 und 1895 war Seerley erneut Anwalt der Stadt Burlington. Ansonsten arbeitete er wieder als Rechtsanwalt. Außerdem stieg er in das Bankgeschäft ein und engagierte sich in der Landwirtschaft. Im Jahr 1920 war Seerley Delegierter zur Democratic National Convention in San Francisco. Er starb im Februar 1931 in Burlington und wurde dort auch beigesetzt.